# Anthony Reynolds
Anthony Reynolds (* 1970) je velšský zpěvák a spisovatel.
Narodil se na počátku sedmdesátých let v Cardiffu. Svou kariéru zahájil poté, co v roce 1992 založil rockovou skupinu Jack. Ta se rozpadla po vydání třech studiových alb o deset let později. Již od roku 1997 Reynolds působil ve skupině Jacques, která vydala dvě studiová alba, ale rozpadla se již v roce 2001.
Své první sólové album nazvané Neu York vydal v roce 2004, druhé British Ballads následovalo tři roky poté. Další A World of Colin Wilson vyšlo v roce 2012. Mimo hudební činnosti napsal biografické knihy o hudební skupině The Walker Brothers a hudebníkovi Leonardu Cohenovi.